# Бушланово
Бушла́ново (рос. Бушланово) — присілок у складі Туринського міського округу Свердловської області.
Населення — 110 осіб (2010, 137 у 2002).
Національний склад населення станом на 2002 рік: росіяни — 96 %.